# Hibernian Women's Football Club
Hibernian Women's Football Club, più familiarmente Hibernians e già Hibernian Girls & Ladies Football Club, è la sezione femminile dell'Hibernian F.C., club calcistico scozzese di Edimburgo.
Dopo il Glasgow City, con i suoi tre titoli nazionali conquistati negli anni 2004, 2006 e 2007, assieme alle sei Scottish Women's Cup e le quattro Scottish Women's Premier League Cup, è la seconda squadra più titolata della Scozia.

## Storia
Fondata nel 1997, la squadra giocò le prime due stagioni come sezione femminile del Preston Athletic. L'attuale denominazione, Hibernian, venne adottata nel 1999 divenendo da allora una delle principali squadre del campionato scozzese femminile di calcio. Dopo aver conquistato il loro primo titolo al termine della stagione 2003-04, superando il Glasgow City, bissarono il successo nella stagione 2006-2007 dove le Hibs si assicurarono il loro primo double e finendo il campionato imbattute a 52 punti. Conquistarono il loro terzo e ultimo titolo la stagione seguente, la 2007-2008, sempre sul Glasgow City, e grazie a quei risultati rappresentarono la Scozia in altrettante occasioni nella UEFA Women's Cup, bloccate in ogni occasione al primo turno di qualificazione.
L'Hibernian riuscì ad aggiudicarsi per cinque volte su otto anni consecutivi la Women's Scottish Cup, l'ultima nel 2010, consegnando alla società il trofeo che nel suo equivalente maschile, la Scottish Cup, sfugge all'Hibernian dal 1902.
Grazie al secondo posto conquistato al termine della stagione 2015 e grazie a una riorganizzazione della UEFA Women's Champions League, l'Hibernian è stato ammesso all'edizione 2016-2017, competizione dalla quale è stato subito eliminato nei sedicesimi di finale dal Bayern Monaco. Nella stagione 2016 l'Hibernian ha conquistato sia la Scottish Women's Cup sia la Scottish Women's League Cup, sconfiggendo in finale in entrambe le competizioni il Glasgow City.

## Palmarès
- Campionato scozzese: 4

2003-2004, 2005-2006, 2006-2007, 2024-25
- Scottish Women's Cup: 6

2003, 2005, 2007, 2008, 2010, 2016
- Scottish Women's League Cup: 4

2005, 2007, 2011, 2016

## Statistiche

### Risultati nelle competizioni UEFA
| Stagione | Competizione     | Fase                       | Avversario         | Risultato | Risultato | Risultato |
| Stagione | Competizione     | Fase                       | Avversario         | andata    | ritorno   | aggregato |
| -------- | ---------------- | -------------------------- | ------------------ | --------- | --------- | --------- |
| 2004-05  | UEFA Women's Cup | fase a gironi, primo turno | Dinamo-Maksimir    | 5-0       | 5-0       | 5-0       |
| 2004-05  | UEFA Women's Cup | fase a gironi, primo turno | Rapide Wezemaal    | 3-2       | 3-2       | 3-2       |
| 2004-05  | UEFA Women's Cup | fase a gironi, primo turno | Mašinac PZP        | 1-5       | 1-5       | 1-5       |
| 2006-07  | UEFA Women's Cup | fase a gironi, primo turno | Espanyol           | 1-4       | 1-4       | 1-4       |
| 2006-07  | UEFA Women's Cup | fase a gironi, primo turno | KÍ Klaksvík        | 2-1       | 2-1       | 2-1       |
| 2006-07  | UEFA Women's Cup | fase a gironi, primo turno | Juvisy             | 0-6       | 0-6       | 0-6       |
| 2007-08  | UEFA Women's Cup | fase a gironi, primo turno | Neulengbach        | 3-4       | 3-4       | 3-4       |
| 2007-08  | UEFA Women's Cup | fase a gironi, primo turno | Gol Częstochowa    | 4-1       | 4-1       | 4-1       |
| 2007-08  | UEFA Women's Cup | fase a gironi, primo turno | Mayo               | 8-0       | 8-0       | 8-0       |
| 2016-17  | Champions League | sedicesimi di finale       | Bayern Monaco      | 0-6       | 1-4       | 1-10      |
| 2017-18  | Champions League | fase a gironi, primo turno | Swansea City       | 5-0       | 5-0       | 5-0       |
| 2017-18  | Champions League | fase a gironi, primo turno | Žytlobud-2 Charkiv | 1-1       | 1-1       | 1-1       |
| 2017-18  | Champions League | fase a gironi, primo turno | Olimpia Cluj       | 1-1       | 1-1       | 1-1       |

## Organico

### Rosa 2023-2024
Rosa, ruoli e numeri di maglia come da sito ufficiale, aggiornati al 6 luglio 2023
| N. |                        | Ruolo | Calciatrice       |
| -- | ---------------------- | ----- | ----------------- |
| 2  | Scozia (bandiera)      | D     | Shannon Leishman  |
| 3  | Scozia (bandiera)      | C     | Mya Christie      |
| 4  | Scozia (bandiera)      | D     | Siobhan Hunter    |
| 6  | Scozia (bandiera)      | D     | Leah Eddie        |
| 7  | Scozia (bandiera)      | A     | Abbie Ferguson    |
| 8  | Scozia (bandiera)      | C     | Michaela McAlonie |
| 9  | Scozia (bandiera)      | A     | Eilidh Adams      |
| 10 | Scozia (bandiera)      | C     | Shannon McGregor  |
| 13 | Stati Uniti (bandiera) | P     | Katie Fraine      |
| 15 | Scozia (bandiera)      | A     | Lia Tweedie       |

| N. |                        | Ruolo | Calciatrice       |
| -- | ---------------------- | ----- | ----------------- |
| 16 | Scozia (bandiera)      | D     | Ellis Notley      |
| 17 | Scozia (bandiera)      | D     | Joelle Murray     |
| 18 | Scozia (bandiera)      | A     | Rosie Livingstone |
| 22 | Scozia (bandiera)      | D     | Lauren Doran-Barr |
| 23 | Scozia (bandiera)      | C     | Rachael Boyle     |
| 24 | Scozia (bandiera)      | C     | Tegan Bowie       |
| 28 | Inghilterra (bandiera) | C     | Brooke Nunn       |
| 29 | Scozia (bandiera)      | A     | Kirsty Morrison   |
| 33 | Inghilterra (bandiera) | D     | Poppy Lawson      |

### Rosa 2019
Rosa, ruoli e numeri di maglia come da sito ufficiale, aggiornati al 24 agosto 2019
| N. |                   | Ruolo | Calciatrice      |
| -- | ----------------- | ----- | ---------------- |
| 1  | Scozia (bandiera) | P     | Jenna Fife       |
| 2  | Scozia (bandiera) | D     | Clare Williamson |
| 3  | Scozia (bandiera) | D     | Amy Muir         |
| 4  | Scozia (bandiera) | D     | Siobhan Hunter   |
| 6  | Scozia (bandiera) | D     | Leah Eddie       |
| 7  | Scozia (bandiera) | A     | Jamie-Lee Napier |
| 8  | Scozia (bandiera) | D     | Cailin Michie    |
| 9  | Scozia (bandiera) | A     | Lia Tweedie      |
| 10 | Scozia (bandiera) | C     | Shannon McGregor |
| 11 | Scozia (bandiera) | C     | Colette Cavanagh |
| 12 | Scozia (bandiera) | A     | Lauren Davidson  |

| N. |                   | Ruolo | Calciatrice      |
| -- | ----------------- | ----- | ---------------- |
| 13 | Scozia (bandiera) | P     | Jennifer Currie  |
| 14 | Scozia (bandiera) | D     | Shannon Leishman |
| 15 | Scozia (bandiera) | C     | Amy Gallacher    |
| 16 | Scozia (bandiera) | D     | Ellis Notely     |
| 17 | Scozia (bandiera) | D     | Joelle Murray    |
| 19 | Scozia (bandiera) | C     | Chelsea Cornet   |
| 22 | Scozia (bandiera) | C     | Rachael Boyle    |
| 27 | Scozia (bandiera) | P     | Sara Robson      |
| 29 | Scozia (bandiera) | A     | Kirsty Morrison  |
| 32 | Scozia (bandiera) | C     | Kirsten Reilly   |